# Anonychomyrma
Genre
Anonychomyrma est un genre de fourmis de la sous-famille des Dolichoderinae.

## Répartition
Le genre est principalement présent en Nouvelle-Guinée, aux îles Salomon et en Australie ; une seule espèce est connue en Malaisie et en Indonésie.
Elles nichent sur le sol ou dans les arbres, avec des colonies composées de 500 à des dizaines de milliers d'individus.

## Espèces
- Anonychomyrma anguliceps (Forel, 1901)
- Anonychomyrma angusta (Stitz, 1911)
- Anonychomyrma arcadia (Forel, 1915)
- Anonychomyrma biconvexa (Santschi, 1928)
- Anonychomyrma dimorpha (Viehmeyer, 1912)
- Anonychomyrma extensa (Emery, 1887)
- Anonychomyrma fornicata (Emery, 1914)
- Anonychomyrma froggatti (Forel, 1902)
- Anonychomyrma gigantea (Donisthorpe, 1943)
- Anonychomyrma gilberti (Forel, 1902)
- Anonychomyrma glabrata (Smith, 1857)
- Anonychomyrma incisa (Stitz, 1932)
- Anonychomyrma itinerans (Lowne, 1865)
- Anonychomyrma longicapitata (Donisthorpe, 1947)
- Anonychomyrma longiceps (Forel, 1907)
- Anonychomyrma malandana (Forel, 1915)
- Anonychomyrma minuta (Donisthorpe, 1943)
- Anonychomyrma murina (Emery, 1911)
- Anonychomyrma myrmex Donisthorpe, 1947
- Anonychomyrma nitidiceps (André, 1896)
- Anonychomyrma polita (Stitz, 1912)
- Anonychomyrma procidua (Erichson, 1842)
- Anonychomyrma purpurescens (Lowne, 1865)
- Anonychomyrma scrutator (Smith, 1859)
- Anonychomyrma sellata (Stitz, 1911)
- Anonychomyrma tigris (Stitz, 1912)

## Source de la traduction
- (en) Cet article est partiellement ou en totalité issu de l’article de Wikipédia en anglais intitulé « Anonychomyrma » (voir la liste des auteurs).